# Tayna Lawrence
Tayna Lawrence, jamajška atletinja, * 17. september 1975, Spanish Town, Jamajka.
Nastopila je na olimpijskih igrah v letih 2000 in 2004, ko je osvojila naslov olimpijske prvakinje v štafeti 4×100 m, leta 2000 pa je v isti disciplini osvojila še srebrno medaljo, kot tudi v teku na 100 m.